# Leonor Martín
Leonor Martín, all'anagrafe Leonor Martín Taibo (Madrid, 1º agosto 1989), è un'attrice e architetta spagnola.

## Biografia
Leonor Martín è nata il 1º agosto 1989 a Madrid (Spagna), e oltre ad essere un'attrice è anche un'architetta.

## Carriera
Leonor Martín nel 2005 ha esordito al cinema con il film El penalti más largo del mundo diretto da Roberto Santiago. Dal 2008 al 2011 ha fatto il suo debutto come attrice in televisione nella serie Fisica o chimica (Física o Química), dove ha interpretato il ruolo della protagonista Covadonga Ariste Espinel, meglio conosciuta come Cova.
Nel 2011, nel 2012 e nel 2014 è entrata a far parte del cast della soap opera Il segreto (El secreto de Puente Viejo), nel ruolo di Gregoria Casas, la nuova dottoressa del paese. Al cinema ha partecipato come cameo ai film Muertos de amor diretto da Mikel Aguirresarobe e come personaggio secondario in En Apatía: Secuelas del Odio diretto da Joel Arellanes Duran. Inoltre, ha partecipato al film Madrid, above the moon diretto da Miguel Santesmases.
Nel 2015 ha ricoperto il ruolo di Sara nella serie Aula de castigo. Nel 2020 è confermato che l'attrice darà vita a Covadonga Ariste Espinel in Física o químicaː El reencuentro per la sua piattaforma Atresplayer Premium.
Nel gennaio 2021, dopo aver partecipato a Física o químicaː El reencuentro, è stata annunciata la sua interpretazione di Dori Navarro nella soap opera in onda su La 1 Una vita (Acacias 38). Nell'aprile 2022 ha fatto il suo debutto in televisione come conduttrice del programma informativo in onda su La 2 Los pilares del tiempo, insieme alla collega attrice Lidia San José.

## Filmografia

### Cinema
- El penalti más largo del mundo, regia di Roberto Santiago (2005)
- Muertos de amor, regia di Mikel Aguirresarobe (2013)
- En Apatía: Secuelas del Odio, regia di Joel Arellanes Duran (2014)
- Madrid, Above the Moon, regia di Miguel Santesmases (2016)

### Televisione
- Fisica o chimica (Física o Química) – serie TV, 28 episodi (2008-2011)
- Il segreto (El secreto de Puente Viejo) – soap opera, (2011-2012, 2014)
- Aula de castigo – serie TV (2015)
- Física o químicaː El reencuentro – serie TV (2020-2021)
- Una vita (Acacias 38) – soap opera (2021)
- Los protegidos: ADN – serie TV (2022)

### Cortometraggi
- Afterzombies: El fin de los zombies, regia di Guillermo Arribas Cobián (2013)
- Abuelo, regia di Borja Muñoz Gallego (2016)
- Z FEST, regia di David Cordero (2017)

## Programmi televisivi
- Pasapalabra (Antena 3, 2009)
- Los pilares del tiempo (La 2, dal 2022) – Conduttrice

## Doppiatrici italiane
Nelle versioni in italiano dei suoi film e delle sue serie TV, Leonor Martín è stata doppiata da:
- Barbara Pitotti[17] in Fisica o chimica[18]
- Tatiana Dessi[19] ne Il segreto[20]
- Patrizia Mottola[21] in Una vita[22]